# Msza świętego Grzegorza

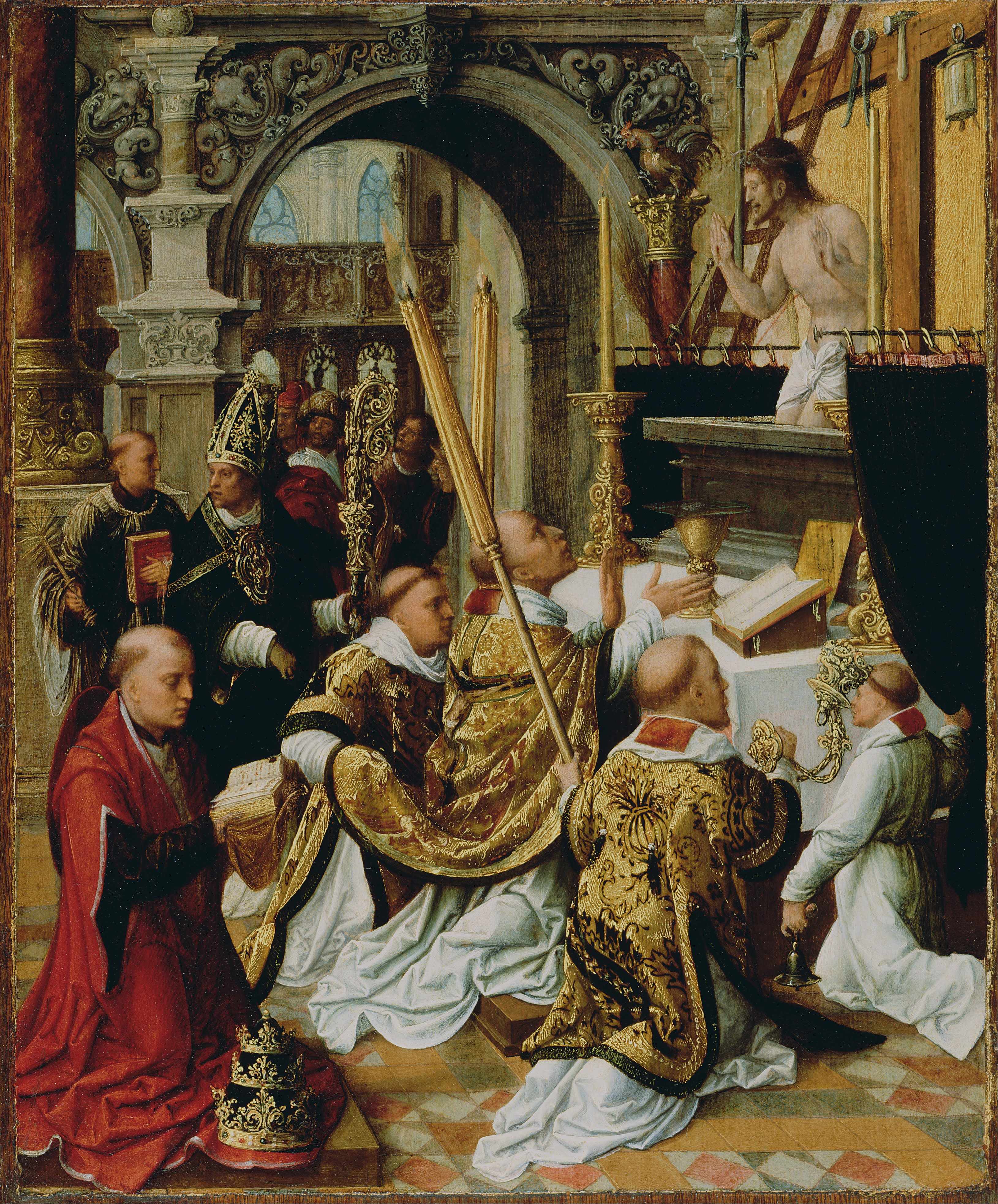
Msza świętego Grzegorza Wielkiego ze zbiorów Muzeum J. Paula Getty'ego

Msza świętego Grzegorza – temat w sztuce chrześcijańskiej przedstawiający legendę o cudzie eucharystycznym.
Legenda głosi, że papież Grzegorz I odprawiając mszę świętą w kościele Santa Croce in Gerusalemme w Rzymie zwątpił w prawdziwość przeistoczenia. Wówczas pojawił się Chrystus, jako Mąż Boleści z narzędziami swojej męki, a jego krew popłynęła w kielichu.
Najstarszym przedstawieniem tej legendy jest ikona mozaikowa z przełomu XIII i XIV wieku, która znajduje się w skarbcu kościoła Santa Croce in Gerusalemme. W drugiej połowie XV wieku motyw ten rozprzestrzenił się zwłaszcza na terenach na północ od Alp.